# Chiến tranh Falkland
Chiến tranh Falkland (tiếng Anh: Falklands War, tiếng Tây Ban Nha: Guerra de las Malvinas), còn gọi là Xung đột Falkland, Khủng hoảng Falkland, Xung đột Malvinas, là một chiến tranh kéo dài trong mười tuần giữa Argentina và Anh Quốc về hai lãnh thổ là quần đảo Falkland và Nam Georgia và Quần đảo Nam Sandwich tại Nam Đại Tây Dương. Chiến tranh bắt đầu vào ngày 2 tháng 4 năm 1982 khi Argentina xâm nhập và chiếm đóng quần đảo Falkland (trong một nỗ lực nhằm thiết lập chủ quyền mà họ yêu sách từ lâu). Ngày 5 tháng 4, chính phủ Anh Quốc phái một biệt đội hải quân đi giao chiến với Hải quân và Không quân Argentina trước khi tiến hành một cuộc tấn công đổ bộ lên quần đảo. Xung đột kéo dài trong 74 ngày, và kết thúc khi Argentina đầu hàng vào ngày 14 tháng 6 năm 1982, quần đảo trở lại dưới quyền kiểm soát của Anh Quốc. Tổng cộng, có 649 nhân viên quân sự Argentina, 255 nhân viên quân sự Anh Quốc và ba thường dân Falkland thiệt mạng trong chiến sự.
Xung đột là bộ phận trong cuộc đối đầu kéo dài về chủ quyền tại các lãnh thổ. Argentina khẳng định rằng quần đảo là lãnh thổ của Argentina, và chính phủ Argentina do đó mô tả hành động quân sự của họ là thu hồi lãnh thổ. Chính phủ Anh Quốc nhìn nhận hành động là một cuộc xâm chiếm. Hai quốc gia không tuyên chiến chính thức, và chiến sự hầu như chỉ giới hạn trong các lãnh thổ tranh chấp và khu vực Nam Đại Tây Dương.
Xung đột có tác động mãnh liệt tại cả hai quốc gia và là chủ đề của nhiều cuốn sách, bài báo, phim, và ca khúc. Tình cảm ái quốc dâng cao tại Argentina, song kết quả là thúc đẩy kháng nghị lớn chống chính phủ quân sự cầm quyền, đẩy nhanh sự sụp đổ của nó. Tại Anh Quốc, chính phủ của Đảng Bảo thủ tái đắc cử vào năm sau nhờ kết quả từ chiến tranh. Trọng lượng văn hóa và chính trị của xung đột có ít tác động tại Anh Quốc hơn là tại Argentina, tại đây nó vẫn là một chủ đề sẵn sàng cho thảo luận.
Quan hệ ngoại giao giữa Anh Quốc và Argentina được khôi phục vào năm 1989 sau một cuộc họp tại Madrid, Tây Ban Nha, khi hai chính phủ phát hành một tuyên bố chung. Hai quốc gia không thay đổi lập trường của mình một cách rõ ràng đối với chủ quyền quần đảo Falkland. Năm 1994, yêu sách của Argentina đối với các lãnh thổ được đưa vào hiến pháp của họ.

## Bối cảnh
Trong thời kỳ trước chiến tranh, và đặc biệt là sau khi chuyển giao quyền lực giữa hai nhà độc tài quân sự là Tướng Jorge Rafael Videla và Tướng Roberto Eduardo Viola vào tháng 3 năm 1981, Argentina ở giữa một đình trệ kinh tế nghiêm trọng và nội loạn trên quy mô lớn chống chính phủ quân sự vốn cai trị quốc gia từ năm 1976. Trong tháng 12 năm 1981, có một biến hóa hơn nữa trong chính quyền quân sự Argentina dẫn đến một chính phủ mới với những người đứng đầu là Leopoldo Galtieri, Basilio Lami Dozo và Jorge Anaya. Jorge Anaya là kiến trúc sư và người chủ trương chính về một giải pháp quân sự đối với yêu sách từ lâu với các quần đảo, trù tính rằng Anh Quốc sẽ không bao giờ phản ứng bằng quân sự.
Bằng việc chọn hành động quân sự, chính phủ Galtieri hy vọng huy động những cảm tình ái quốc trường kỳ của người Argentina hướng về các quần đảo, và do đó chuyển hướng chú ý của công chúng khỏi những vấn đề kinh tế mãn tính của quốc gia và những vi phạm nhân quyền liên tục của chế độ. Hành động như vậy cũng sẽ củng cố tính hợp pháp đang suy giảm của họ. Báo La Prensa suy đoán một kế hoạch từng bước với việc cắt đứt tiếp tế cho các quần đảo, kết thúc bằng những hành động trực tiếp trong năm 1982, nếu những cuộc đàm phán tại Liên Hợp Quốc không có kết quả.
Căng thẳng giữa hai quốc gia về các quần đảo gia tăng vào ngày 19 tháng 3 khi một nhóm các thương nhân phế liệu kim loại thượng quốc kỳ Argentina tại Nam Georgia, một hành động mà sau này được nhìn nhận là hành động tấn công đầu tiên trong chiến tranh. Tàu tuần tra băng HMS Endurance của Hải quân Hoàng gia Anh Quốc được phái từ Stanley, Falkland đến Nam Georgia nhằm ứng phó, sau đó dẫn đến việc lực lượng Argentina xâm chiếm Nam Georgia vào ngày 3 tháng 4. Chính phủ quân sự Argentina nghi ngờ rằng Anh Quốc sẽ tăng cường cho lực lượng Nam Đại Tây Dương của họ, nên hạ lệnh xâm chiếm quần đảo Falkland vào ngày 2 tháng 4.
Anh Quốc ban đầu bị bất ngờ trước cuộc tấn công của Argentina tại các quần đảo Nam Đại Tây Dương, bất chấp những cảnh báo liên tiếp của Thuyền trưởng Hải quân Nicholas Barker và những người khác. Barker cho rằng bình luận 1981 của Bộ trưởng Quốc phòng John Nott (trong đó Nott mô tả các kế hoạch nhằm rút Endurance, hiện diện hải quân duy nhất của Anh Quốc tại Nam Đại Tây Dương) gửi một tín hiệu cho ngườ Argentina rằng Anh Quốc không sẵn lóng, và sẽ sớm không thể, bảo vệ các lãnh thổ và dân cư của mình tại quần đảo Falkland.

## Cuộc tấn công của Argentina

Tàu ARA Santísima Trinidad tại Stanley

Ngày 2 tháng 4 năm 1982, lực lượng quân đội Argentine đổ bộ lên quần đảo Falkland, trước đó đã xảy ra việc bắt giữ dân thường của đảo South Georgia vào ngày 19 tháng 3, trước khi chiến tranh bắt đầu.
Cuộc tấn công này trên danh nghĩa được phòng thủ bởi lực lượng của Thống đốc quần đảo Falkland Rex Hunt, người lãnh đạo lực lượng Mike Norman của hải quân hoàng gia.
Cuộc tấn công này bao gồm các sự kiện đổ bộ của lực lượng đặc nhiệm người nhái dưới sự chỉ huy của Lieutenant Guillermo Sanchez-Sabarots, cuộc tấn công vào trại lính Moody Brook, cuộc giao chiến giữa lực lượng Hugo Santillan và Bill Trollope tại Stanley, và cuộc giao chiến cuối cùng dẫn tới đầu hàng tại tòa nhà chính quyền quần đảo Falkland.